# Porty Bremy

Porty morskie u ujścia Wezery i Jade

Porty Bremy – grupa portów w Bremerhaven i Bremie. Porty w Bremie są drugim co do wielkości portem morskim w Niemczech i jednym z największych portów w Europie.
Porty Bremy są częścią pasma portów Hamburg-Antwerp, grupy portów morskich na południu Morza Północnego i konkurują z innymi portami w tym rejonie, szczególnie z Rotterdamem i Antwerpią.

## Przeładunki
W 2024 roku w portach w Bremen i Bremenhafen przeładowano 61,9 mln ton, w tym 4,4 mln TEU. W 2020 roku w portach Bremy przeładowano 66,5 mln ton ładunków, w tym 4,857 mln TEU.
W 2020 r. w Bremerhaven obsłużono 1,7 mln samochodów. Port morski Bremerhaven jest jednym z największych punktów przeładunkowych dla samochodów.